# تشن دونغ
تشن دونغ (بالصينية: 陈东) (3 مايو 1978 بجيلين في الصين - ) هو لاعب كرة قدم صيني في مركز حراسة المرمى. شارك مع منتخب الصين لكرة القدم. أما مع النوادي، فقد لعب مع نادي داليان شيده وSichuan First City F.C. ‏ وHohhot Black Horse F.C. ‏.

## وصلات خارجية
- تشن دونغ على موقع ناشيونال فوتبول تيمز (الإنجليزية)
- تشن دونغ على موقع اللجنة الأولمبية الصينية (الإنجليزية)